# Furuvik
Furuvik är en tätort i Gävle Staffans distrikt, Gävle kommun, belägen vid Gävlebukten, cirka tio kilometer öster om Gävle. I Furuvik ligger Furuviksparken.
Ostkustbanan och riksväg 76 går igenom Furuvik som har regelbundna kollektivtrafikförbindelser med Mälartåg till Gävle eller Uppsala, UL-buss 501 till Skutskär eller Gävle samt UL-buss 510 till Gävle eller Tierp.
Furuvik hörde enligt den gamla kommunindelningen till Valbo landskommun fram till den 31 december 1942, då tätorten överfördes till Gävle stad.
Bebyggelsen i samhället har av SCB klassats som en tätort fram till 2018 och sedan på nytt igen från 2020. Vid avgränsningen 2018 räknades bebyggelsen som en del av tätorten Skutskär.

## Befolkningsutveckling
| Befolkningsutvecklingen i Furuvik 1950–2020   | Befolkningsutvecklingen i Furuvik 1950–2020 | Befolkningsutvecklingen i Furuvik 1950–2020 | Befolkningsutvecklingen i Furuvik 1950–2020 | Befolkningsutvecklingen i Furuvik 1950–2020 |
| --------------------------------------------- | ------------------------------------------- | ------------------------------------------- | ------------------------------------------- | ------------------------------------------- |
|                                               |                                             |                                             |                                             |                                             |
| År                                            |                                             |                                             | Folkmängd                                   | Areal (ha)                                  |
| 1950                                          | 1950                                        |                                             | 337                                         |                                             |
| 1960                                          | 1960                                        |                                             | 328                                         |                                             |
| 1965                                          | 1965                                        |                                             | 337                                         |                                             |
| 1970                                          | 1970                                        |                                             | 318                                         |                                             |
| 1975                                          | 1975                                        |                                             | 325                                         |                                             |
| 1980                                          | 1980                                        |                                             | 293                                         |                                             |
| 1990                                          | 1990                                        |                                             | 281                                         | 86                                          |
| 1995                                          | 1995                                        |                                             | 443                                         | 94                                          |
| 2000                                          | 2000                                        |                                             | 472                                         | 96                                          |
| 2005                                          | 2005                                        |                                             | 486                                         | 99                                          |
| 2010                                          | 2010                                        |                                             | 575                                         | 110                                         |
| 2015                                          | 2015                                        |                                             | 697                                         | 143                                         |
| 2020                                          | 2020                                        |                                             | 760                                         | 146                                         |
| Anm.: räknas från 2018 som en del av Skutskär |                                             |                                             |                                             |                                             |